# Dominique-Marie David
Dominique-Marie Jean Michel David (Beaupréau, 21 de setembro de 1963) é um prelado francês. Membro da Comunidade Emanuel (associação de fieis católicos fundada em Paris, 1972, a partir de um grupo de orações ligado à Renovação Carismática Católica)  David foi nomeado arcebispo de Mônaco, em 2020.  

## Biografia
David nasceu em 21 de setembro de 1963 em Beaupréau, no Maine-et-Loire. Após o colegial, ele cursou a Universidade Católica do Oeste, em Angers, graduando-se em filologia inglesa, e trabalhou como professor de inglês. Ingressou na Comunidade Emanuel e foi enviado, como seminarista, ao Seminário Interdiocesano de Saint-Paul, em Louvain-la-Neuve, Bélgica, onde obteve um diploma de bacharel em teologia pela Universidade Católica de Louvain. Foi ordenado sacerdote e designado para a diocese de Nantes, em 29 de junho de 1991.
Ao longo de sua carreira, David combinou tarefas paroquiais em sua diocese com responsabilidades na Comunidade Emanuel. Foi vigário da paróquia de Sautron, na diocese de Nantes, de 1991 a 1995. Liderou o serviço litúrgico da Comunidade Emanuel, de 1995 a 2001, e foi responsável pela formação de seminaristas na Maison Saint-Martin da Comunidade em Paris, de 1997 a 2001. Foi também administrador da paróquia de Saint-Diversien, em Nantes, de 2001 a 2002. Em seguida, foi pároco da paróquia de Sainte-Madeleine, de 2002 a 2009. Chefiou os ministros e seminaristas ordenados da Comunidade, de 2009 a 2016. Entre 2016 e 2019, foi reitor da igreja da Trinità dei Monti, em Roma.  A partir de 2019, tornou-se membro da equipe de formadores do Seminário Interdiocesano Saint-Jean, em Nantes.
O Papa Francisco o nomeou arcebispo de Mônaco, em 21 de janeiro de 2020. David visitou Mônaco pela primeira vez no final daquele mês.  A Comunidade Emanuel não tem presença naquele país. Como lema episcopal, David escolheu "Conhecemos e confiamos no amor que Deus tem por nós" (1 João 4:16). Recebeu sua consagração episcopal em 8 de março de 2020, de Bernard Barsi, seu antecessor na arquidiocese. Os co-consagradores foram o arcebispo Jean-Paul James, de Bordeaux, ex-bispo de Nantes, e o bispo Yves Le Saux, de Le Mans, também membro da Comunidade Emanuel.